# 金城 (名古屋市)
金城（きんじょう）は、愛知県名古屋市北区にある町名。現行行政地名は金城一丁目から金城四丁目と金城町2丁目から金城町4丁目。住居表示は金城一丁目から金城四丁目が実施済み、金城町2丁目から金城町4丁目が未実施。

## 地理
名古屋市北区の南西部に位置し、金城から南に名城と柳原、北に城見通、東に田幡、西に西区上名古屋に接し、金城町から南に城見通、北に野方通、東に敷島町と元志賀町と八代町と水草町、西に駒止町と西志賀町と平手町と中丸町と光音寺町と接する。

## 歴史

### 町名の由来
近くにある名古屋城の別名から命名された。

### 沿革
- 1945年（昭和20年）
  - 1月1日 - 北区光音寺町・西志賀町の各一部より、同区金城町が成立[2]。
  - 4月20日 - 光音寺町の一部を編入[2]。
- 1952年（昭和27年）12月20日 - 田幡町・西志賀町の各一部を編入[2]。
- 1954年（昭和29年）5月1日 - 西志賀町・光音寺町の各一部を編入[2]。
- 1976年（昭和51年）4月25日 - 金城町に休日急病歯科医療センターが設置される[3]。
- 1980年（昭和55年）
  - 10月12日 - 上名古屋町・七夕町・中富町の各一部より、金城一丁目が成立[4]。
  - 11月23日 - 七夕町・中富町・金城町の各一部より、金城四丁目が成立。金城町の一部が田幡一丁目となる[4]。
- 1982年（昭和57年）9月5日 - 若園町・城見通・中富町の各一部より金城二丁目が、若園町・金城町・城見通・中富町の各一部より金城三丁目が成立。中富町の一部を一丁目へ、七夕町の全域および金城町・中富町の各一部を四丁目へ編入。金城町の一部が田幡一〜二丁目となる[4]。

## 世帯数と人口
2019年（平成31年）1月1日現在の世帯数と人口は以下の通りである。
| 町丁・丁目 | 世帯数    | 人口    |
| ---------- | --------- | ------- |
| 金城町     | 626世帯   | 1,258人 |
| 金城一丁目 | 848世帯   | 1,605人 |
| 金城二丁目 | 349世帯   | 692人   |
| 金城三丁目 | 465世帯   | 921人   |
| 金城四丁目 | 291世帯   | 620人   |
| 計         | 2,579世帯 | 5,096人 |

## 学区
市立小・中学校に通う場合、学校等は以下の通りとなる。また、公立高等学校に通う場合の学区は以下の通りとなる。
| 丁目        | 番・番地等 | 小学校               | 中学校               | 高等学校 |
| ----------- | ---------- | -------------------- | -------------------- | -------- |
| 金城町2丁目 | 全域       | 名古屋市立金城小学校 | 名古屋市立志賀中学校 | 尾張学区 |
| 金城町3丁目 | 全域       | 名古屋市立光城小学校 | 名古屋市立志賀中学校 | 尾張学区 |
| 金城町4丁目 | 全域       | 名古屋市立光城小学校 | 名古屋市立志賀中学校 | 尾張学区 |
| 金城一丁目  | 全域       | 名古屋市立金城小学校 | 名古屋市立志賀中学校 | 尾張学区 |
| 金城二丁目  | 全域       | 名古屋市立金城小学校 | 名古屋市立志賀中学校 | 尾張学区 |
| 金城三丁目  | 全域       | 名古屋市立金城小学校 | 名古屋市立志賀中学校 | 尾張学区 |
| 金城四丁目  | 全域       | 名古屋市立金城小学校 | 名古屋市立志賀中学校 | 尾張学区 |

## 施設

### 金城一丁目

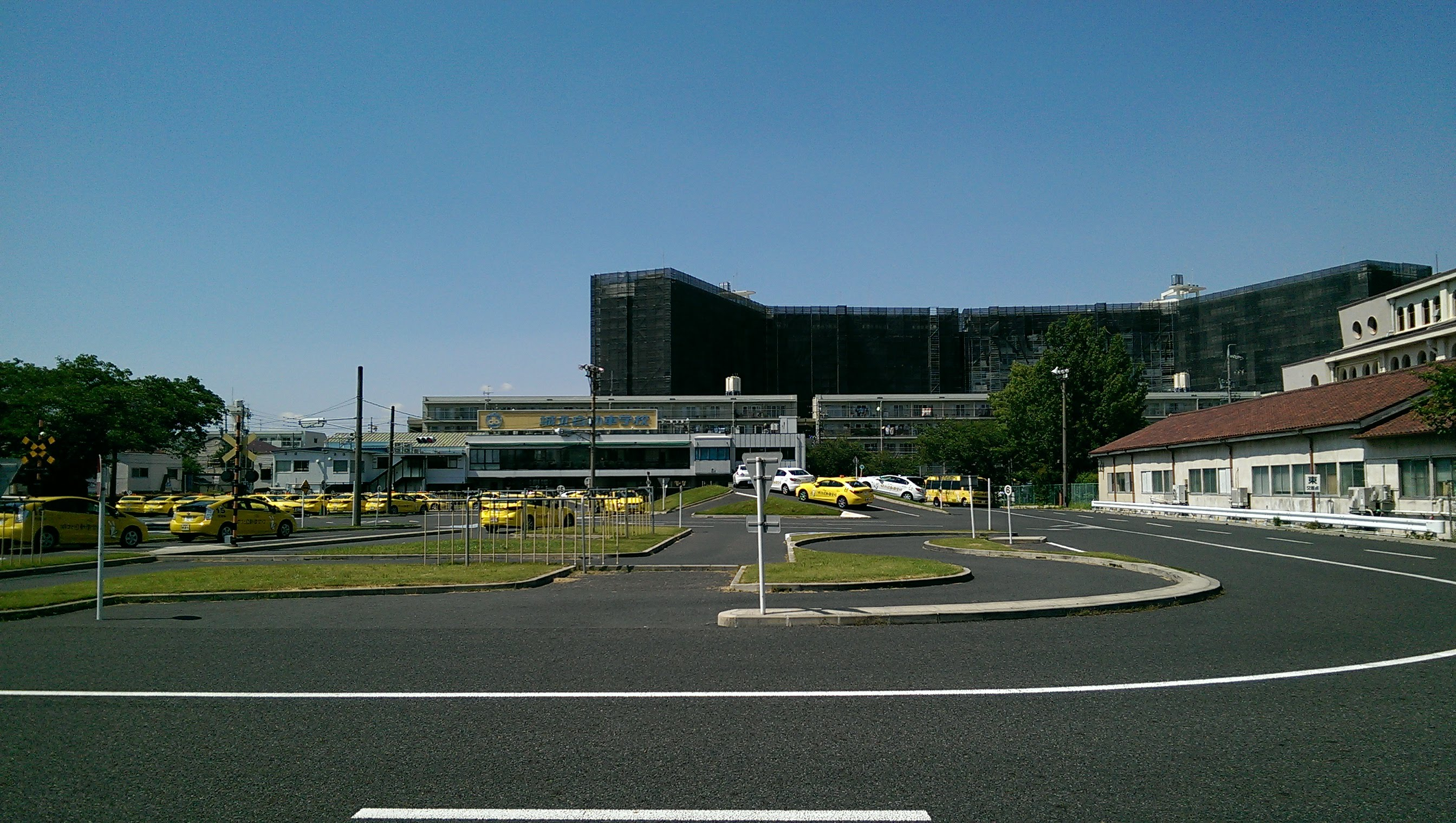
城北自動車学校

- 城北自動車学校

### 金城三丁目

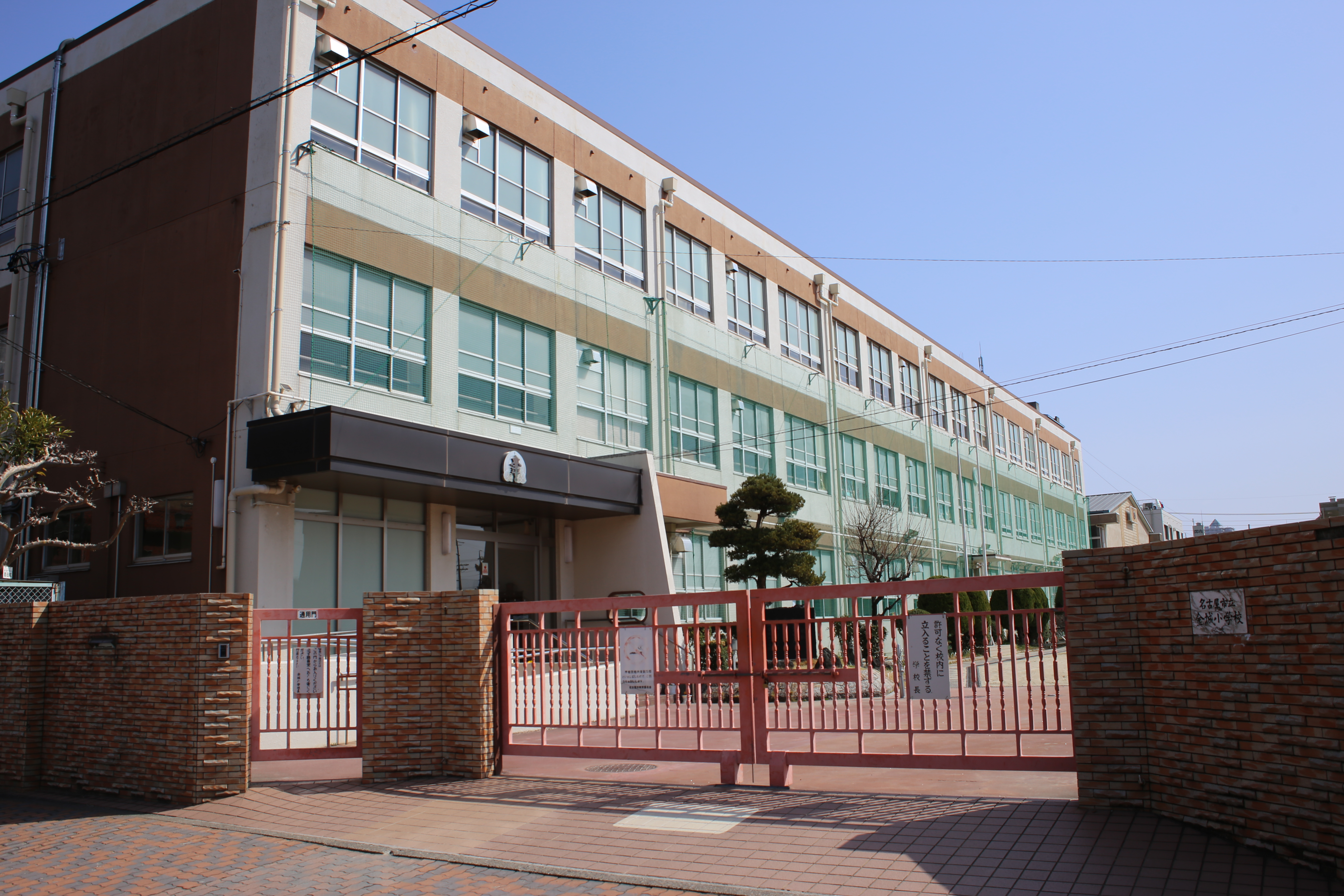
名古屋市立金城小学校
- 少林山西来寺

正徳年間成立の地蔵院（古井村在の光正院末寺）の荒廃により、1730年（享保15年）に再建された際に寺号が少林山西来寺となったとされる。
- 田幡城

- 名古屋市立金城小学校

### 金城四丁目

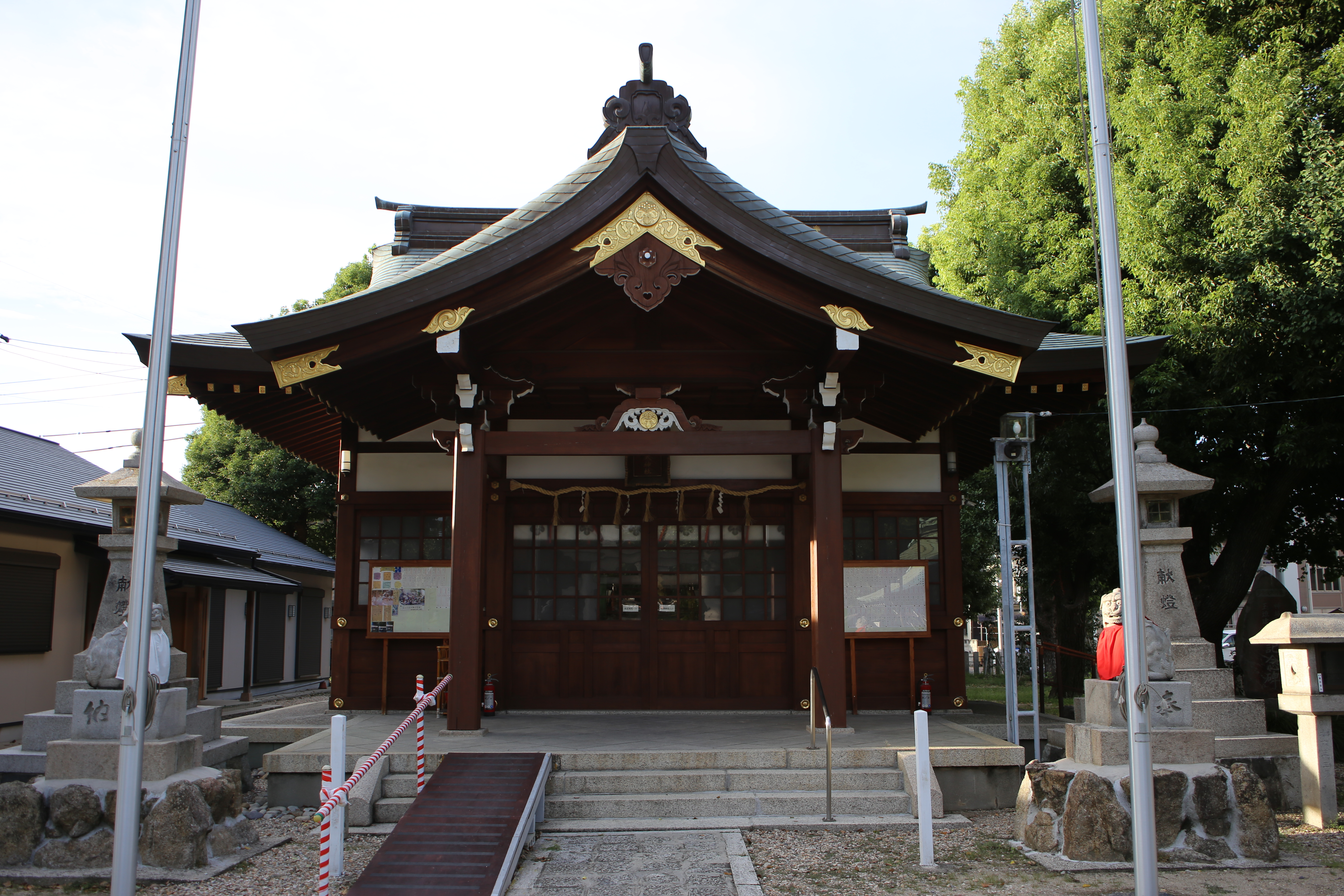
多奈波太神社

- 多奈波太神社

### 金城町
- 天医山東高寺

2丁目。曹洞宗に属する。摂津国豊島郡真上村慈眼寺の末寺。『西春日井郡誌』は永禄元年創建、『北区誌』は元禄元年建立としている。どちらも実渓真創建としている。
- 金城幼稚園
- 名古屋光音寺郵便局

1937年（昭和12年）5月16日、西区光音寺町において郵便物集配事務を取り扱わない三等郵便局として設置。また、同時に電話通話事務（呼び出し事務は取り扱わず）を開始。
- 六所社

伊弉諾尊・伊弉冊尊・大日霊尊・素戔嗚尊・月読尊・蛭子尊を祀る旧村社。境内社に神明社・天道社・白山社・山神社・素佐之男社がある。創建年代は不明。1919年（大正8年）1月15日、萩野村大字光音寺字郷中にあった素戔嗚社を合祀している。例祭は10月10日。
- 光音寺交番
- 東海銀行光音寺支店

3丁目7番地の2。1945年（昭和20年）7月18日、光音寺町885番地（当時）に東海銀行清水支店光音寺出張所として開設。1947年（昭和22年）2月3日、清水支店が長塀町支店に改称したことに伴い、長塀町支店光音寺出張所となる。1948年（昭和23年）10月26日、所在地名が金城町885番地と変更。1948年（昭和23年）12月1日、所在地名が金城町3丁目7番地の2と変更。1950年（昭和25年）8月7日、光音寺支店に昇格。1961年（昭和36年）7月24日、萩野通2丁目（のち鳩岡二丁目）に移転し、城北支店と改称。
- 金城幼稚園
- 名古屋光音寺郵便局
- 六所社
- 光音寺交番
- 旧東海銀行光音寺支店

## その他

### 日本郵便
- 集配担当する郵便局は以下の通りである[WEB 10]。

| 町丁   | 郵便番号 | 郵便局         |
| ------ | -------- | -------------- |
| 金城   | 462-0847 | 名古屋北郵便局 |
| 金城町 | 462-0047 | 名古屋北郵便局 |

### WEB
1. 1 2  “町・丁目(大字)別、年齢(10歳階級)別公簿人口(全市・区別)”.   名古屋市 (2019年1月23日). 2019年1月23日閲覧。
2. 1 2  “郵便番号”.  日本郵便. 2019年1月6日閲覧。
3. 1 2  “郵便番号”.  日本郵便. 2019年1月6日閲覧。
4. ↑  “市外局番の一覧”.   総務省. 2019年1月6日閲覧。
5. ↑  “北区の町名一覧”.   名古屋市 (2015年10月21日). 2019年1月12日閲覧。
6. ↑  “市立小・中学校の通学区域一覧”.   名古屋市 (2018年11月10日). 2019年1月14日閲覧。
7. ↑  “平成29年度以降の愛知県公立高等学校（全日制課程）入学者選抜における通学区域並びに群及びグループ分け案について”.   愛知県教育委員会 (2015年2月16日). 2019年1月14日閲覧。
8. ↑  “官報 1937年05月13日”. 2021年5月20日閲覧。
9. ↑  “官報 1937年05月14日”. 2021年5月20日閲覧。
10. ↑  郵便番号簿 平成29年度版 - 日本郵便. 2019年01月06日閲覧 (PDF)

### 書籍
1. ↑  名古屋市計画局 1992, p. 178.
2. 1 2 3 4  名古屋市計画局 1992, p. 750.
3. ↑  名古屋市会事務局 1995, p. 48.
4. 1 2 3  名古屋市計画局 1992, p. 749.
5. ↑  北区役所教育課 1964, p. 60.
6. 1 2 3  北区役所教育課 1964, p. 65.
7. 1 2  西春日井郡 1923, p. 645.
8. 1 2 3 4 5  西春日井郡 1923, p. 345.
9. 1 2 3 4 5 6  株式会社東海銀行行史編纂委員 1961, p. 73.
10. ↑  株式会社東海銀行行史編集委員会 1982, p. 538.

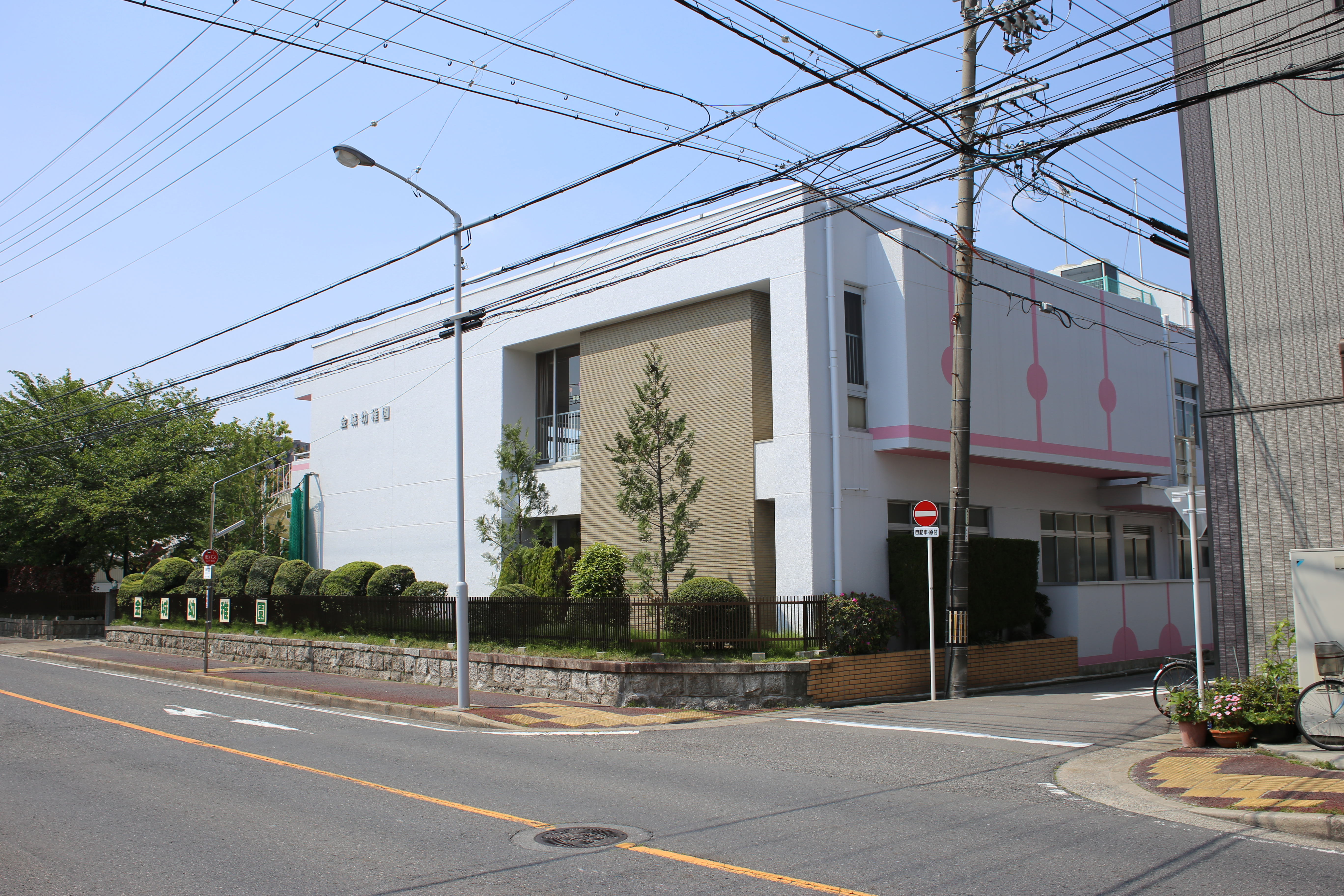
金城幼稚園
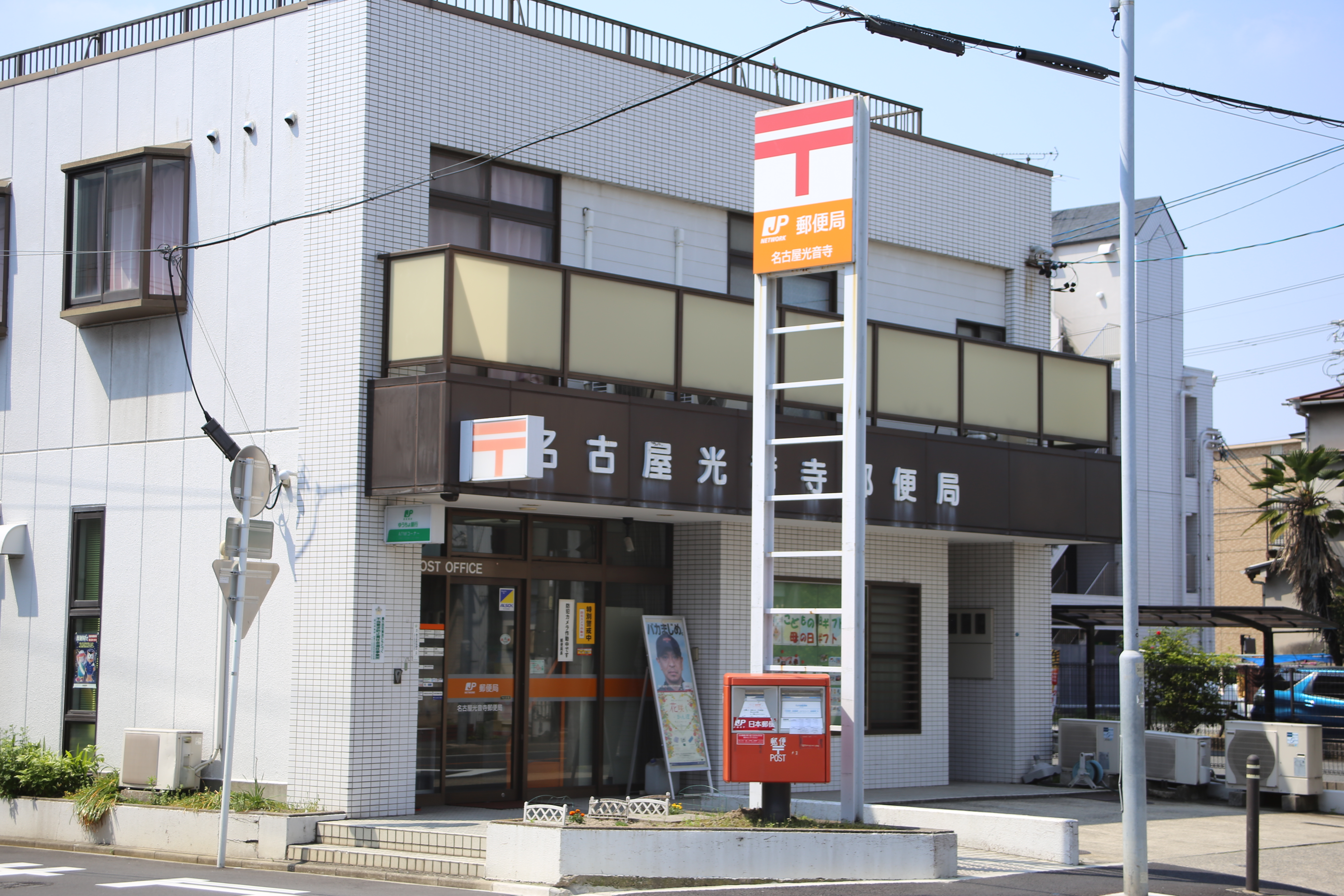
名古屋光音寺郵便局
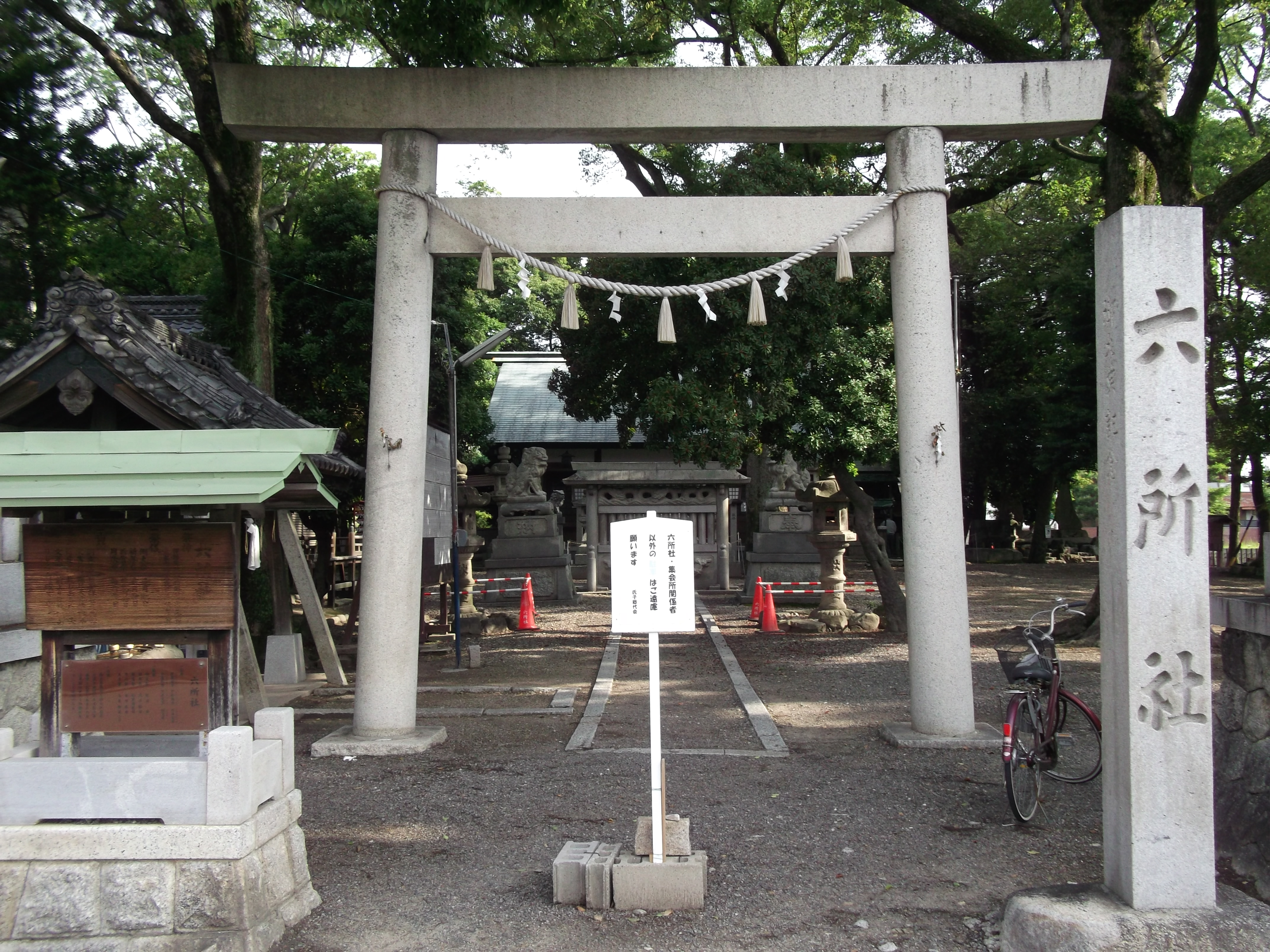
六所社
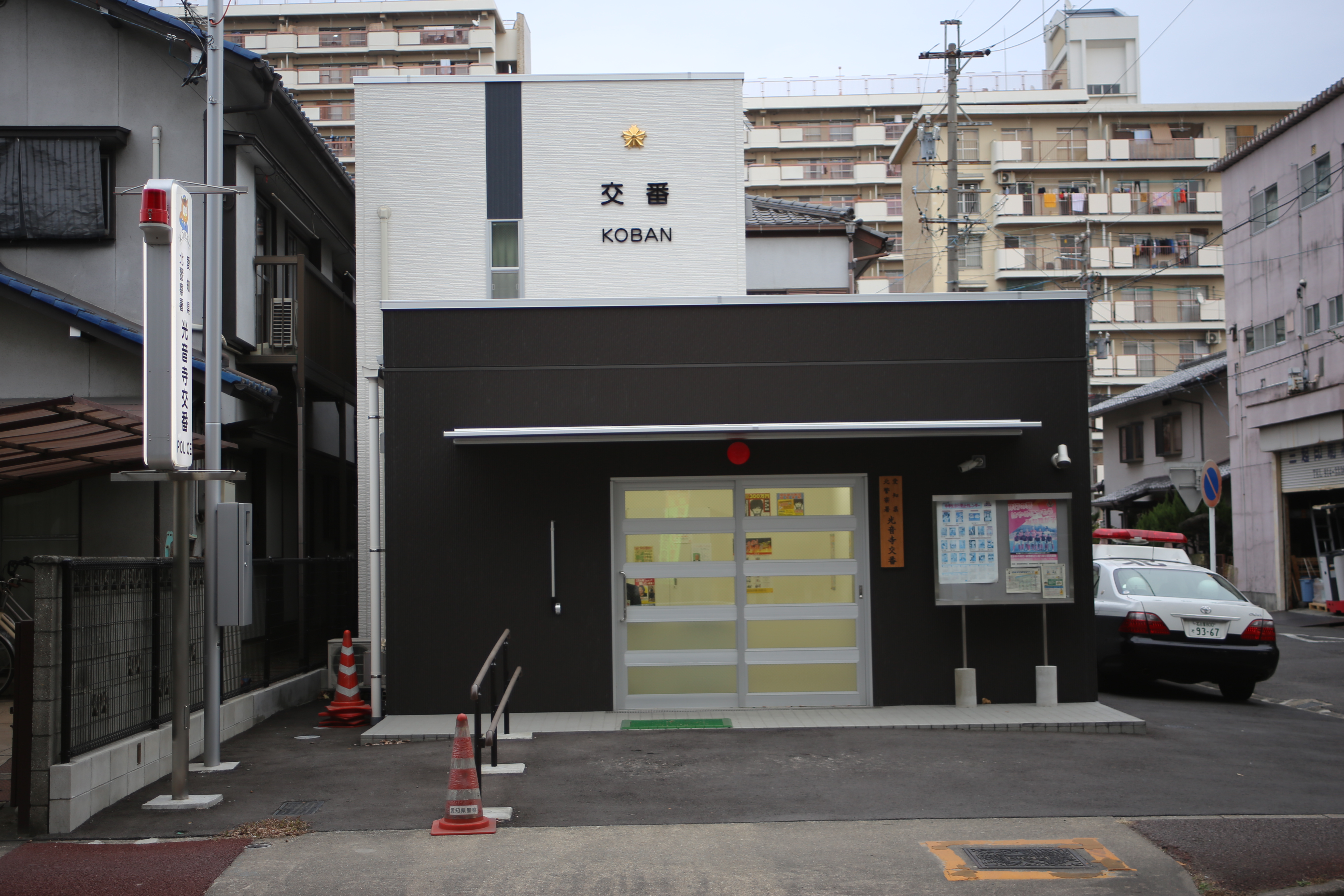
光音寺交番
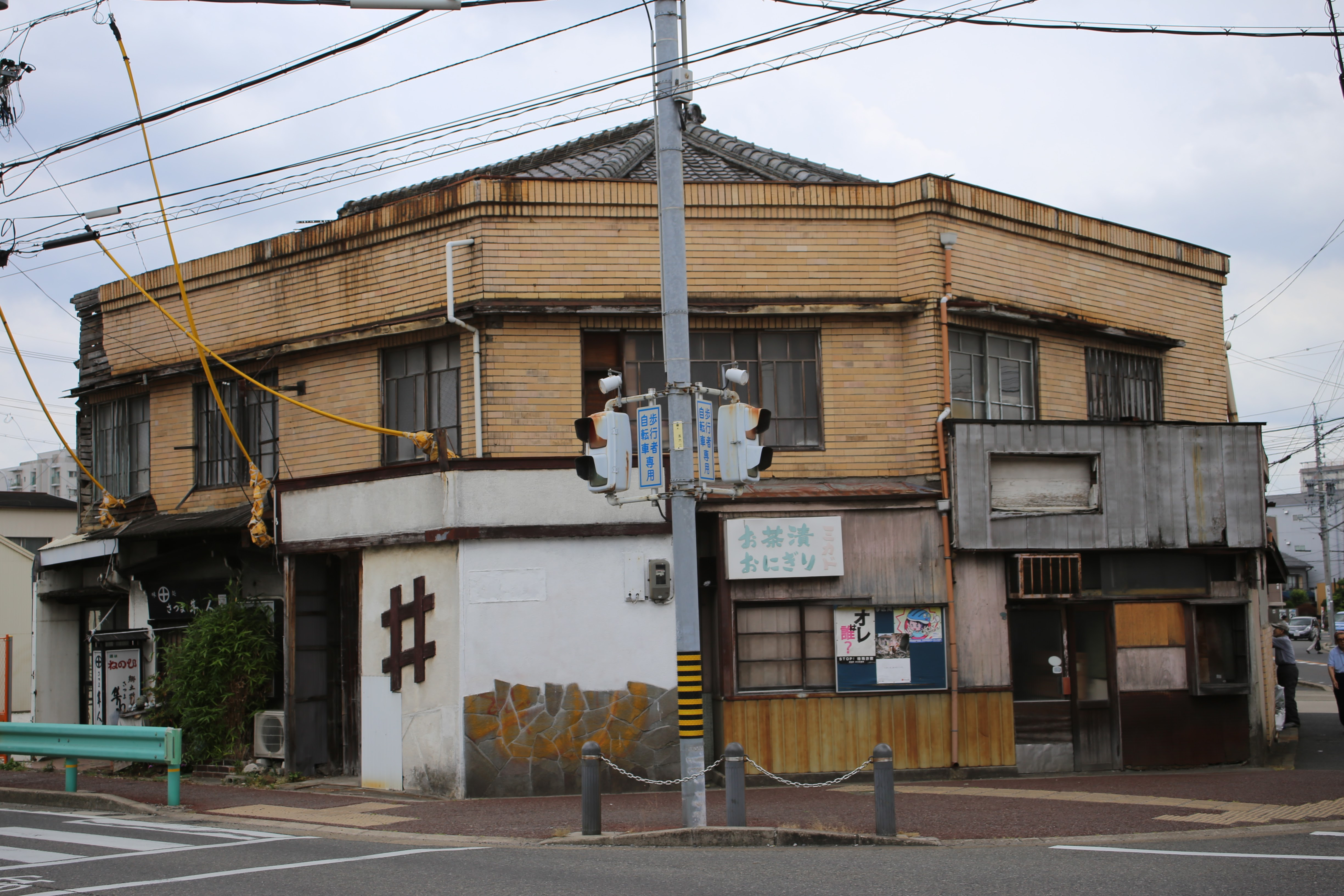
旧東海銀行光音寺支店